# Бибали
Бибали (итал. Bibali) је насељено место у Републици Хрватској у Истарској жупанији. Административно је у саставу Града Буја.

## Становништво
Према задњем попису становништва из 2001. године у насељу Бибали живело је 79 становника који су живели у 32 породична домаћинстава.
Кретање броја становника по пописима 1857—2001.
| година пописа  | 1857. | 1869. | 1880. | 1890. | 1900. | 1910. | 1921. | 1931. | 1948. | 1953. | 1961. | 1971. | 1981. | 1991. | 2001. |
| бр. становника | 0     | 0     | 142   | 46    | 185   | 166   | 0     | 0     | 135   | 108   | 95    | 74    | 85    | 88    | 79    |